# Morphus X300
Morphus X300 是由中國深圳的廠商 Aikun 所製作的平板遊戲機，早於2015年曝光概念機。曾透過Indiegogo尋求募資，但最後沒有達到目標。在任天堂Switch公開亮相之後的2017年國際消費性電子展（2017 CES）中，該設備在現場吸引不少參觀者目光。

## 評價
IGN的 Jose Otero 在任天堂Switch公開外表之前認為，看起來像是任天堂透露的可拆卸式手柄的輕便攜帶遊戲機。雖然也可以輸出到電視上，但不像代號「NX」傳言必須使用遊戲卡匣所言，遊戲必須從網路上下載，而且可以使用microSD來擴充容量。
威峰遊戲在任天堂Switch公開外表的專欄報導，2011年的遊戲雜誌上就有相似的設計，其設計理念早就出現了，並認為可分離式控制器設計正在一步步走向成熟。
上述的兩個媒體都指出，Morphus X300 並非第一款平板控制器混和設備。雷蛇推出的 Razer Edge Pro 可以依照使用者的喜好切換使用模式，其中一種模式就是將遊戲手柄插入遊戲板上。還有Gamevice的可插入手機和平板的外接式控制器。